# Liste der Kreuzwege im Main-Tauber-Kreis

In der Liste der Kreuzwege im Main-Tauber-Kreis sind Freilandkreuzwege für Orte, die zum Main-Tauber-Kreis in Baden-Württemberg gehören, aufgeführt. Sie ist primär nach Orten sortiert, unabhängig davon, ob es sich um Ortsteile, Gemeinden oder Städte handelt.
Als Kreuzweg wird die letzte Leidensstrecke Jesu Christi bezeichnet und heute überwiegend mit 14 Stationen dargestellt. Der Kreuzweg zur Stammbergkapelle in Tauberbischofsheim umfasst hingegen lediglich sieben Stationen, welche an die „sieben Schmerzen Mariens“ erinnern sollen. Der Assamstadter Kreuzweg umfasst 16 Stationen, davon 14 eigentliche Kreuzwegstationen sowie eine Vorab- und eine Abschlussstation. In den meisten katholischen Kirchen des Main-Tauber-Kreises befinden sich ebenfalls Kreuzwegdarstellungen entlang der Seitenwände in Form von Bildern, Reliefs oder einfachen Darstellungen der Leidensgeschichte. Da der Wertheimer Raum und der Raum ab Bad Mergentheim bis Niederstetten überwiegend evangelisch geprägt ist, gibt es dort, mit Ausnahmen wie beispielsweise dem Kreuzweg zur Bergkirche Laudenbach, kaum Freilandkreuzwege.
Der Main-Tauber-Kreis ist seit dem Mittelalter mit einer durchgehend landwirtschaftlichen Struktur geprägt. Es kam in der Neuzeit zu keiner Verdichtung von Siedlung und Industrie wie in den Ballungsgebieten, so dass Kulturdenkmale im Freiland, wie beispielsweise Bildstöcke und Kreuzwege weitgehend gut erhalten blieben. Nach Bernhard Losch beherbergt der Main-Tauber-Kreis aus diesem Grund auch die meisten Mord- und Sühnekreuze aller Landkreise in Baden-Württemberg.

## Freilandkreuzwege im Main-Tauber-Kreis
Die folgende Auflistung umfasst 22 Freilandkreuzwege im Main-Tauber-Kreis:
| Ort                | Errichtet / Geweiht im Jahr | Beschreibung | Standort (Beginn) | Bild             |
| ------------------ | --------------------------- | --- | ----------------- | ---------------- |
| Assamstadt         | 1946–1949                   | Der Assamstadter Kreuzweg zum Steffeskirchle umfasst vierzehn Stationen. Er befindet sich im südöstlichen Wald von Assamstadt, der oberhalb der Asmundhalle beginnt. Am Beginn des Zweiten Weltkrieges versprach die Gemeinde mit dem damaligen Pfarrer Wilhelm Frank die Errichtung eines Kreuzwegs auf dem Weg zum Steffeskirchle für den Fall, dass die Gemeinde Assamstadt den Krieg einigermaßen unbeschadet überstehen würde. Nach Kriegsende wurde dann der Bildhauermeister Anton Göbel aus Assamstadt beauftragt, den Kreuzweg anzufertigen. Von 1946 bis 1949 schuf der Künstler die 14 Stationen. Die Kreuzwegstationen bestehen aus geschnitztem Holz. | ⊙                 | (weitere Bilder) |
| Beckstein          | 1823                        | Der Becksteiner Kreuzweg in der Friedhofsmauer mit vierzehn Stationen – jeweils in Form von Bildstocktafeln mit Abschlusskreuz und Sandsteinreliefs – befindet sich in der Mauer des örtlichen Friedhofs am Hofackerweg. Der Kreuzweg ist im 19. Jahrhundert entstanden, wohl um das Jahr 1823. | ⊙                 | (weitere Bilder) |
| Distelhausen       |                             | Der Distelhäuser Kreuzweg in der Friedhofsmauer beginnt an der Mauerseite in Richtung Lauda und läuft mit seinen vierzehn Stationen auf die Wolfgangskapelle am Taubertalradweg zu. | ⊙                 | (weitere Bilder) |
| Dittwar            | 1747 / 1759                 | Der Dittwarer Kreuzweg zum Kreuzhölzle des Jahres 1747 wurde durch den damaligen Verwalter des Spitals Tauberbischofsheim, Christoph Bernhard Müller, gestiftet. Die Einweihung des vierzehn Stationen umfassenden Kreuzweges zur Kreuzkapelle erfolgte im Jahre 1759 durch die Tauberbischofsheimer Franziskaner. Die 12. Kapelle wurde „Kalvarienberg“ genannt, da sie größer als die Übrigen war und sich in der „Kalvarienbergkapelle“ ein Altar zur Erinnerung an die Kreuzigung befand. Von der ersten Station bis zum Kalvarienberg zählte man 1361 Schritte; Das soll laut Legende der Abstand des historischen Kreuzweges in Jerusalem sein. Bereits 1669 fand ein Mädchen aus Dittwar beim Holzsammeln am Kreuzhölzle zwei Figuren, die Maria und Johannes darstellen, in einer Eiche. Seit 1670 ist eine Wallfahrt zum Kreuzhölzle nachgewiesen.                                        | ⊙                 | (weitere Bilder) |
| Gerchsheim         | um 1900                     | Der Gerchsheimer Kreuzweg umfasst vierzehn Stationen und führt von der Pfarrkirche St. Johannes der Täufer bis zur Kapelle Maria Königin des Friedens (auch Kriegergedächtniskapelle genannt). Es handelt sich um gusseiserne Kreuzwegstationen die um 1900 errichtet wurden. | ⊙                 | (weitere Bilder) |
| Gerlachsheim       |                             | Der Gerlachsheimer Kreuzweg in der Friedhofsmauer befindet sich in der Mauer des örtlichen Friedhofs. Die vierzehn Kreuzwegstationen sind alle in die Friedhofsmauer integriert und verfügen jeweils über ein kleines Kreuz oberhalb der als Relief dargestellten Stationen sowie ein flaches Dach aus Sandstein. | ⊙                 | (weitere Bilder) |
| Grünsfeld          |                             | Der Grünsfelder Kreuzweg am Stationenweg besteht aus 14 Kreuzwegstationen aus rotem Sandstein, die jeweils eine Inschrift aufweisen. | ⊙                 | (weitere Bilder) |
| Hundheim           |                             | Der Hundheimer Kreuzweg beginnt in der Senke zwischen Hundheim und Steinbach auf dem Ortsverbindungsweg nach Külsheim und führt von der Senke durch den Wald bis zur Waldkapelle. | ⊙                 | (weitere Bilder) |
| Impfingen          | 1884                        | Der Impfinger Kreuzweg umfasst vierzehn Stationen und beginnt etwas unterhalb der Impfinger Friedhofskapelle. Die Kreuzwegstationen befinden sich vom Friedhof bergaufwärts auf der linken Seite der Hohenstraße. Der Impfinger Kreuzweg ist die Nr. 8 von 18 des Impfinger Bildstockwanderwegs (Kreuzweg mit Andachtskreuz). Die vierzehn Kreuzwegstationen wurden im Jahre 1884 gemeinsam mit einem anschließenden Abschlusskreuz errichtet. Es handelt sich um gusseiserne Stationen, die jeweils bemalt sind und ein hölzernes Abschlusskreuz aufweisen. Der genaue Urheber ist nicht bekannt. Die Kreuzwegstationen wurden von einer Firma aus dem Würzburger Raum gegossen, welche auch die gleichartigen Stationen des Schweinberger Kreuzweges (im Neckar-Odenwald-Kreis) sowie die Stationen des naheliegenden Kreuzweges zur Wallfahrtskapelle Liebfrauenbrunn bei Werbach gegossen hat. | ⊙                 | (weitere Bilder) |
| Königheim          |                             | Der Königheimer Kreuzweg umfasst vierzehn Stationen. Er beginnt an einer breiteren Straße am Kachelberg, die sich etwas oberhalb einer Unterführung der Bundesstraße 27 des Brehmbachtalradwegs befindet, die parallel zur B 27 verläuft. Nach der zweiten Station an der breiten Straße zweigt der Kreuzweg als Pfad nach rechts ab und zieht sich durch teilweise steile Passagen bis an den Gipfel des Kachelbergs, wo sich ein Kreuz befindet. | ⊙                 | (weitere Bilder) |
| Krensheim          | um 1900                     | Der Krensheimer Kreuzweg beginnt auf einem kleinen Weg von Hof Uhlberg kommend und endet kurz vor dem Ortsschild Krensheims in der Nähe der Pfarrkirche St. Ägidius sowie dem Krensheimer See. | ⊙                 | (weitere Bilder) |
| Külsheim           |                             | Der Külsheimer Kreuzweg in der Friedhofsmauer umfasst vierzehn Stationen und befindet sich in der Mauer des städtischen Friedhofs. Bei der Erweiterung des Friedhofs im Jahr 1974 wurde der südliche Teil der Mauer entfernt; die dortigen Kreuzwegstationen stehen seitdem frei auf Sockeln. Die Bilder zum Leidensweg Jesu sind aus Gusseisen angefertigt und koloriert. Sie befinden sich in Kreuzweghäuschen aus Rotsandstein. | ⊙                 | (weitere Bilder) |
| Lauda              | 1782                        | Der Kreuzweg in der Friedhofsmauer befindet sich in der Außenmauer des alten Laudaer Stadtfriedhofs neben der Marienkirche. Der hochbarocke, vierzehn Stationen umfassende Kreuzweg wurde von Georg Winterstein im Jahr 1782 erbaut. | ⊙                 | (weitere Bilder) |
| Laudenbach         | 1878                        | Der Laudenbacher Kreuzweg umfasst vierzehn Stationen und führt einen steilen Weg zur gotischen Bergkirche zur Schmerzhaften Muttergottes hinauf, einer Wallfahrtskirche, deren Grundstein 1412 gelegt wurde und der Eduard Mörike sein Gedicht Bei der Marien-Bergkirche widmete. Die erste Kreuzwegstation befindet sich nach einem Bahndurchlass. | ⊙                 | (weitere Bilder) |
| Oberlauda          | 1905                        | Der Oberlaudaer Kreuzweg führt zur Mariengrotte oberhalb des Ortes. Im Jahre 1905 entstand durch die Initiative von Justine und Bernhard Sack die Mariengrotte und der vierzehn Stationen umfassende Kreuzweg, die sich zu einem beliebten Ort für Ausflüge und Gebete entwickelten. Er ist neben dem Kreuzweg in der Friedhofsmauer einer von zwei Freilandkreuzwegen im Ort. | ⊙                 | (weitere Bilder) |
| Oberlauda          |                             | Der Oberlaudaer Kreuzweg in der Friedhofsmauer befindet sich in der Mauer des örtlichen Friedhofs. Er ist neben dem Kreuzweg zur Mariengrotte einer von zwei Freilandkreuzwegen im Ort. | ⊙                 | (weitere Bilder) |
| Pülfringen         | 1888                        | Der Pülfringer Kreuzweg umfasst vierzehn Stationen und befindet sich im Friedhof des Dorfes. Im Jahre 1888 wurden die Kreuzwegbildstöcke geschaffen, die im Laufe der Jahre, auch umweltbedingt, starke Schäden erlitten. Unter großem Aufwand wurden alle 14 Stationen restauriert, bevor der Kreuzweg 1994/95 wieder im Friedhof Pülfringen aufgestellt wurde. | ⊙                 | (weitere Bilder) |
| Tauberbischofsheim | 1772                        | Der Tauberbischofsheimer Kreuzweg umfasst lediglich sieben Stationen, welche den Weg zur Stammbergkapelle leiten. Er reicht von seiner Historik bis ins Jahr 1772 zurück. Die sieben Stationen knüpfen an das Gedächtnis der sieben Schmerzen Mariens anhand der Weissagung des Simeon an. Die Verehrung der Schmerzen Mariens entstand im Mittelalter. Die sieben Schmerzen werden an den Stationen durch Schwerter symbolisiert. | ⊙                 | (weitere Bilder) |
| Uissigheim         | 1867–1869                   | Der Uissigheimer Kreuzweg wurde von 1867 bis 1869 am oberen Teil des Weges zur Stahlbergkapelle errichtet. Er besteht aus vierzehn Stationen sowie einer fünfzehnten, gleichartigen Vorab-Station. Die Kreuzwegstationen bestehen aus rotem Sandstein. Sie wurden von der Künstlerfamilie Buscher aus Gamburg erstellt. 1870 wurde schließlich die Stahlbergkapelle am Ende des Kreuzweges errichtet. | ⊙                 | (weitere Bilder) |
| Unterwittighausen  | 19. Jh.                     | Der Unterwittighäuser Kreuzweg zur Waldkapelle wurde im 19. Jahrhundert von der Familie Henneberger (Veidodl) in Auftrag gegeben. Er besteht aus 14 gusseisernen Stationstafeln. Zuletzt wurde er im Jahr 2016 im Rahmen eines Firmprojekts renoviert. | ⊙                 | (weitere Bilder) |
| Vilchband          | 1899                        | Der Vilchbänder Kreuzweg in der Friedhofsmauer umfasst 14 Stationen. Er befindet sich in einer Steinmauer neben der Kirche St. Regiswindis. Es handelt sich um gusseiserne Kreuzwegstationen aus dem Jahre 1899. | ⊙                 | (weitere Bilder) |
| Werbach            |                             | Der Kreuzweg zur Wallfahrtskapelle Liebfrauenbrunn führt mit vierzehn Stationen beidseitig durch eine Kaiserlindenallee zur Liebfrauenbrunnkapelle, die zwischen Werbach und Werbachhausen im Welzbachtal liegt. Der Welzbachtalradweg führt direkt an Kapelle und Kreuzweg vorbei. | ⊙                 | (weitere Bilder) |